# 林洋子
林 洋子（はやし ようこ、1965年11月14日 - ）は、日本の美術史学者。兵庫県立美術館館長。前文化庁芸術文化調査官。元京都造形芸術大学准教授。専門は近現代美術史・美術評論。

## 来歴
京都府生まれ。1989年東京大学文学部美術史学科卒、1991年同大学院修士課程修了、東京都現代美術館学芸員。パリ第1大学博士課程修了、博士号取得。2001年京都造形芸術大学助教授、2007年准教授。2015年国際日本文化研究センター客員准教授。2008年『藤田嗣治―作品をひらく』でサントリー学芸賞、2009年渋沢クローデル賞ルイ・ヴィトンジャパン特別賞、日本比較文学会賞受賞。2023年４月１日より現職。

## 著書
- 『藤田嗣治 作品をひらく 旅・手仕事・日本』（名古屋大学出版会、2008年）
- 『藤田嗣治 手しごとの家』（集英社新書ヴィジュアル版、2009年）
- 『藤田嗣治 本のしごと』（集英社新書ヴィジュアル版、2011年）
- 『藤田嗣治 手紙の森へ』（集英社新書ヴィジュアル版、2018年）

### 共著・編著・監修
- 『藤田嗣治の絵画技法に迫る：修復現場からの報告』（木島隆康共編） 東京藝術大学出版会、2010年
- 『ライブラリー・日本人のフランス体験 第12巻 美術家のフランス体験Ⅱ－黄金の1920年代』柏書房、2010年
- 『もっと知りたい藤田嗣治　生涯と作品』（内呂博之共著） 東京美術「アート・ビギナーズ・コレクション」、2013年
- 『藤田嗣治画集』（全3巻、監修） 小学館、2014年。タイトルは「巴里」、「異郷」、「追憶」
- 『テキストとイメージを編む 出版文化の日仏交流』（クリストフ・マルケ共編）勉誠出版、2015年
- 『藤田嗣治 妻とみへの手紙 1913-1916』（全2巻、監修） 加藤時男校訂、人文書院、2016年
- 『藤田嗣治 戦時下に書く　新聞・雑誌寄稿集　1935～1956年』ミネルヴァ書房、2018年
- 『旅する画家　藤田嗣治』 新潮社「とんぼの本」、2018年。監修